# Drażniew
Drażniew – wieś w Polsce położona w województwie mazowieckim, w powiecie siedleckim, w gminie Korczew. Ma status sołectwa.
| SIMC    | Nazwa                | Rodzaj    |
| ------- | -------------------- | --------- |
| 0675092 | Drażniew-Leśniczówka | część wsi |
| 0675100 | Wólka Drażniewska    | część wsi |

Wieś Drażniewo posiadał w 1673 roku stolnik podlaski Maciej Krassowski, leżała w ziemi drohickiej województwa podlaskiego w 1795 roku.
W latach 1954–1959 wieś należała i była siedzibą władz gromady Drażniew, po jej zniesieniu w gromadzie Korczew. W latach 1975–1998 miejscowość administracyjnie należała do województwa siedleckiego.

## Opis
Drażniew to miejscowość o powierzchni 0,33 ha i ludności około 200 mieszkańców (2011). Nieopodal wsi płyną rzeki Toczna oraz Bug. We wsi jest także stary, przedwojenny młyn na rzece Toczna. Drażniew należy do Parku Krajobrazowego Podlaski Przełom Bugu, leży 122 m n.p.m. Znajduje się tu szkoła podstawowa (aktywna do 2020 r.). We wrześniu 2014 roku odbyło się otwarcie Świetlicy Wiejskiej oraz remontowanej Remizy OSP. Drażniew leży ok. 133 km od Warszawy, 40 km od Siedlec i 18 km od Łosic.